# Tourmatal
Tourmatal est une localité du Cameroun située dans l'arrondissement de Bogo, le département du Diamaré et la région de l’Extrême-Nord.

## Population
En 1975, le village comptait 13 habitants, dont 10 Peuls et 3 Mousgoum.
Lors du recensement de 2005, on y a dénombré 114 personnes.